# Ахо (село)
Ахо (груз. ახო) — село в Грузии, на территории Кедского муниципалитета Аджарии.

## География
Село находится в юго-западной части Грузии, на правом берегу реки Аджарисцкали, на расстоянии приблизительно 10 километров (по прямой) к северо-востоку от посёлка городского типа Кеда, административного центра муниципалитета. Абсолютная высота — 583 метра над уровнем моря.

## История
В советское время в селе действовал колхоз имени III Интернационала Кедского района. В этом колхозе трудились Герои Социалистического Труда звеньевые Абдул Алиевич Беридзе и Ахмед Ризманович Накашидзе.

## Население
По результатам официальной переписи населения 2014 года в Ахо проживало 594 человека (307 мужчин и 287 женщин).
| Год  | Население, человек |
| ---- | ------------------ |
| 2002 | 805                |
| 2014 | ↘ 594              |

## Достопримечательности
- Мечеть Ахо